# Dong-gu, Daegu
Quận Dong (Dong-gu) là một gu (quận) phía Đông Bắc Daegu, Hàn Quốc. Nó có dân số 343,678. Quận có diện tích 182.35 km², chiếm 20% tổng Daegu.
Dong-gu đầu tiên được sáp nhập vào "văn phòng quận phía Đông" (동부출장소) vào năm 1938. Nó đạt được gu vào năm 1963. Vào năm 1998, các đơn vị phân cấp hành chính được tổ chức lại, và 26 dong trước đây tổ chức lại thành 20 dong.

## Phân cấp hành chính
- Ansim-dong
- Bangchon-dong
- Bullobongmu-dong
- Dongchon-dong
- Dopyeong-dong
- Gongsan-dong
- Haean-dong
- Hyomok-dong
- Jijeo-dong
- Sinam-dong
- Sincheon-dong

## Thành phố kết nghĩa
- Huangshan, Trung Quốc

## Liên kết
- Trang chính thức, bằng Tiếng Anh